# 有賀由樹子
有賀由樹子（日語：有賀 由樹子，12月31日—），日本女性配音員。Production Ace所屬。以前經歷Office野澤（至2012年3月）、Media Force（2012年4月－2014年1月）。AMUSEMENT MEDIA綜合學院聲優學科畢業。出身於愛知縣。AB型血。

## 演出
粗體字表示主要角色。

### 電視動畫
年份不詳
- 戀愛班長 2nd Collecton（老師）

2013年
- 限制級殺手

2014年
- LOVE STAGE!!（女高中生）

2015年
- 空戰魔導士培訓生的教官（廣播、市民1、自動聲音）

2016年
- 魯邦三世 PART IV（旁觀者）

2017年
- 快盜天使雙胞胎BREAK（女性教師）

2018年
- 雷頓神秘偵探社 ～卡特莉的解謎事件簿～（老奶奶、貝絲·昆特）
- 魔法律事務所（里緒的母親）
- 哆啦A夢 (水田山葵版)（阿姨）

2019年
- 櫻桃小丸子 (第2期)（魔法師艾美）
- 約會大作戰III（五河士道〈小時候〉）
- 琴之森

2021年
- 工作細胞BLACK（腎絲球）
- 世界頂尖的暗殺者轉生為異世界貴族（艾瑪）

2022年
- 杜鵑婚約（天野律子[4]）

2023年
- 開闊天空！光之美少女（雷米・哈雷瓦塔爾）

2025年
- 遲早是最強的鍊金術師？（夫人1）
- 杜鵑婚約（第2期）（天野律子[5]）

### 電影動畫
2011年
- 永恆的永遠 1章（接線員10）

2013年
- 劇場版 空之境界：未來福音（艾因巴哈修女、女服務生）

2020年
- 想哭的我戴上了貓的面具（大嬸）

### 網路動畫
2022年
- 小太郎一個人生活（老婆婆）

### 遊戲
2015年
- 輻射4（女性主人翁）

2019年
- 銀河聯軍：阿特拉斯之戰（[6]）
- 孤島驚魂：新曙光（セレニー）

2020年
- 仁王2（阿國、約瑟夫）
- Apex英雄（地平線[7]）

### 廣播劇CD
- 死選組 ～詭異雪月花～ ―死選組誕生篇―（幼少時期的新之助、自動販賣機）

### 外語配音

#### 演員
- 梅根·奧里
  - 真正的正義（英语：True Justice）系列 （朱麗葉·桑德斯）
    - 真正的正義1（日语：沈黙の宿命）
    - 真正的正義2（日语：沈黙の啓示）
    - 真正的正義3（日语：沈黙の背信）
    - 真正的正義4（日语：沈黙の弾痕）
    - 真正的正義5（日语：沈黙の挽歌）
    - 真正的正義6（日语：沈黙の神拳）

#### 電影
- 窒命地（烏塞爾〈薇琪·克利普斯〉）
- 換腦行動（瑪塔·林區〈愛麗絲·伊芙〉）
- 速食遊戲
- 大娛樂家（哈利特太太〈凱薩琳·梅斯勒〉[8]）
- 賭城喔賣尬（英语：Guns, Girls and Gambling）（金髮女郎／安娜貝爾〈海倫娜·馬特森〉）
- 慕色拉行動（凱西·埃爾茲〈黛安·克魯格〉[9]）
- 聖誕故事（英语：Christmas Story (film)）（克里斯蒂娜〈米娜·哈普姬拉（英语：Minna Haapkylä））
- 82年生的金智英（金智英〈鄭有美〉[10]）
- 泰山傳奇（艾舍〈米米·狄維妮（英语：Mimi Ndiweni）〉[11]）
- 林肯律師（瑪格麗特·麥克弗森〈瑪麗莎·托梅〉）
- 我的殭屍女兒（卡羅琳·沃格爾〈裘莉·李察森（英语：Joely Richardson）〉）
- 神鬼大盜（年輕女子）
- 情場大玩咖（帕蒂·金〈烏瑪·瑟曼〉）
- DJ甜心
- 世紀交鋒
- 夜半救援（英语：The Sleepover）（瑪戈特〈瑪琳·艾珂曼〉）※Netflix版。
- 盜數計時（史黛西）
- 蜜月殺機（英语：The Two Faces of January (film)）（勞倫〈黛西·貝文（英语：Daisy Bevan）〉）
- 超危險駕駛（瑞秋·弗林〈凱倫·皮斯托里斯（英语：Caren Pistorius）〉）
- 生命中最抓狂的小事（羅米娜〈艾瑞卡·李維（英语：Érica Rivas）〉）
- 夢斷好萊塢（索萊達·帕拉丁（英语：Soledad Miranda）〈梅根·霍絲〉[12]）

#### 電視影集
- 盲點（布里安娜〈艾米·瑪格麗特·威爾遜〉）
- 血脈（雪兒）
- 愛的迫降（高尚雅〈尹智敏〉[13]、羅月淑〈金善映〉[14]）
- 貞愛好孕到（露易莎·奧佛〈雅拉·馬丁內茲（英语：Yara Martinez）〉）
- 法律與秩序 (第16季)
- 楚漢傳奇（滿）
- 緝凶：飛機炸彈客（娜塔莉·羅傑斯〈琳恩·柯林斯〉[15]）
- 摩登情愛（瑪姬·米契爾〈克莉絲汀·米利歐提〉[16]）
- 犯罪夥伴（英语：Partners in Crime (British TV series)）（簡·芬恩〈卡蜜拉·畢普特（英语：Camilla Beeput）〉）
- 推奴（昌〈宋枝恩〉）
- 單身毒媽（肖恩·博特溫〈亞歷山大·古爾德〉）
- 溫特沃斯（英语：Wentworth (TV series)）（伊麗莎白·伯茲沃斯〈希莉亞·愛爾蘭（英语：Celia Ireland）〉）
- 哈啦夏令營（英语：Wet Hot American Summer: First Day of Camp）（凱爾〈艾薩克·普利斯萊〉）

#### 動畫
- 芭比與小凱莉：消失的生日（船長）
- 飛天小女警 (2016年電視動畫)（基妮老師〈珍妮佛·海兒（英语：Jennifer Hale）〉、瑟杜莎老師〈珍妮佛·海兒〉）

### 舞台
- THE LIVE READING 武裝少女Machiavellianism（2017年，花酒蕨[17]）

### 數位漫畫
- （2022年，正彥的母親、老婆婆、街頭女子A、倫子[18]）

## 外部連結
- 有賀由樹子｜Production Ace （页面存档备份，存于） （日語）
- （日語）－有賀由樹子的官方個人部落格。
- 有賀由樹子的X（前Twitter） （日語）
- Yukiko Aruga （页面存档备份，存于） （中文）－TMDb